# تومي فرانكس
تومي فرانكس (بالإنجليزية: Tommy Franks)‏، من مواليد 17 يونيو 1945، عسكري أمريكي متقاعد، شارك كرئيس ركن في حرب أفغانستان سنة 2001م، وشارك في غزو العراق، كرم فرانك من قبل أمير الكويت الشيخ جابر الصباح لوسام تحرير الكويت لمشاركة دوره في إسقاط النظام العراقي سنة 2003 م .

## وصلات خارجية
- Gen. Tommy Franks paid $100,000 out of money donated for wounded veterans. Army Times, 18 January 2008
- Gen. Tom Franks: A silent partner in Operation Enduring Freedom - CNN, 24 October 2001
- General Tommy Franks - UK Guardian, 9 November 2001
- Official publisher web page for American Soldier
- - the truth seeker, 07/03/2003 نسخة محفوظة 23 يناير 2009 على موقع واي باك مشين.
- Franks & Associates LLC — About General Franks